# Loïc Nego
Loïc Nego (Párizs, 1991. január 15. –) francia születésű magyar válogatott labdarúgó, a Ligue 1-ben szereplő Le Havre védője.

## Pályafutása

### Klubcsapatokban
Nego a Nantes akadémiáján nevelkedett, majd 2010-ben a „kanáriknál" mutatkozott be a felnőttek között. A francia csapatban egy szezont töltött profiként, majd 2011-ben a Romához igazolt, ötéves szerződést kötve a fővárosi olasz csapattal.
A „farkasoknál" bajnokin nem lépett pályára, csak a tartalékok között szerepelt. A 2011–2012-es évadban 20 meccsen három gólpasszig jutott, közel 1800 percet játszott a fővárosiak Primavera-csapatában. A 2012–2013-as szezon tavaszi felét a belga Standard Liège-nél töltötte kölcsönben, két meccsen játszott, és két gólpassz fűződött a nevéhez. 2013-ban kétéves szerződést kötött az Újpesttel.
Az Újpestnél a Ligakupa harmadik fordulójában játszott először tétmeccsen a Békéscsaba elleni 1–1-es döntetlen alkalmával. Később bemutatkozott az NB1-ben is, majd góllal és gólpasszal járult hozzá csapata Paks elleni 4–2-es győzelméhez. Fél éven belül négy bajnokin, két kupa- és három ligakupa mérkőzésen egy gól és három gólpassz fűződött a nevéhez. 2014 telén az angol másodosztályban szereplő Charlton Athletic-hez igazolt három és fél évre. A londoni csapatnál a szezon végéig összesen egy mérkőzésen játszott, a Wigan Athletic elleni 2–1-re elveszített bajnokin. Nego a 2014–15-ös szezon végéig kölcsönbe szerződött az Újpesthez, ahol a Himesháza elleni kupa meccsen, a Pápa és a Puskás Akadémia elleni bajnokin is betalált. Második újpesti szezonjában 37 tétmérkőzésen három gólt lőtt és kiosztott két gólpasszt.
A szezon végén a szerződése lejárta után egy darabig az Újpesttel edzett és játszott felkészülési mérkőzéseket. A lilák szerették volna megtartani a védőt, ám nem tudtak megegyezni a Charlton Athletic-kel, így Nego visszakerült az angolokhoz. A nyár végétől ismét az NB I-ben játszhat, ugyanis leigazolta a bajnoki címvédő Videoton FC.
2019. július 11-én Montenegróban az Európa-liga selejtező mérkőzésén az FK Zeta ellen 5–1-re megnyert mérkőzésen huszonnégy perc alatt három gólt szerzett.
2023. június 23-án a Ligue 1-be frissen feljutó Le Havre csapatához szerződött miután lejárt a szerződése a magyar klubnál.

### A válogatottban
Legnagyobb sikereit a francia korosztályos válogatottakkal érte el, 2010-ben Európa-bajnok lett az U19-es csapattal, majd ott volt a 2011-es U20-as világbajnokságon, amelyen negyedik lett a gall együttes.
2019 februárjában a Párizsban született guadeloupe-i származású védő állampolgársági esküt tett, így felmerült annak a lehetősége, hogy magyar válogatott is lehet. A FIFA szabályzata alapján azonban, mivel Nego korábban francia U-válogatott volt és szerepelt tétmeccsen jóval azelőtt, hogy magyarországi honosítása szóba kerülhetett volna, a magyar válogatottba történő behívására akkor még nem volt lehetőség.
| „                      | Franciaország a hazám, de Magyarországon érzem magam otthon. | ” |
| – Nego Magyarországról |                                                              |   |

2020 októberében egy FIFA szabálymódosításnak köszönhetően azonban elhárult az akadály Nego beválogatásával kapcsolatban. Marco Rossi, a válogatott akkori szövetségi kapitánya élt is a lehetőséggel és meghívta a Fehérvár FC játékosát a nemzeti együttes bolgárok elleni Eb-selejtező rájátszásra, valamint a szerbek és az oroszok elleni Nemzetek Ligája mérkőzésekre készülő keretébe.
A bolgárok elleni Eb-selejtező mérkőzés 70. percében Holendert váltva, győzelemmel mutatkozott be a magyar válogatottban. November 12-én az Izland elleni győztes Európa-bajnoki pótselejtezőn csereként beállva a 88. percben megszerezte első gólját a válogatottban, ennek is köszönhetően végül Magyarország kijutott az Európa-bajnokságra. 2021. június 1-jén Marco Rossi szövetségi kapitány nevezte őt a magyar válogatott Európa-bajnokságra készülő 26 fős keretébe. A kontinenstornán a magyar válogatott mindhárom csoportmérkőzésén pályára lépett.

## Statisztikái

### Klubcsapatokban
Utolsó elszámolt mérkőzés dátuma: 2025. május 17.
| Klub              | Szezon         | Liga  | Liga  | Kupa  | Kupa  | Ligakupa | Ligakupa | Nemzetközi | Nemzetközi | Összesen | Összesen |
| Klub              | Szezon         | Mérk. | Gólok | Mérk. | Gólok | Mérk.    | Gólok    | Mérk.      | Gólok      | Mérk.    | Gólok    |
| ----------------- | -------------- | ----- | ----- | ----- | ----- | -------- | -------- | ---------- | ---------- | -------- | -------- |
| Nantes            | 2009–10        | 1     | 0     | —     | —     | —        | —        | —          | —          | 1        | 0        |
| Nantes            | 2010–11        | 12    | 0     | 5     | 2     | —        | —        | —          | —          | 17       | 2        |
| Nantes            | Összesen       | 13    | 0     | 5     | 2     | —        | —        | —          | —          | 18       | 2        |
| Standard Liège    | 2012–13        | 2     | 0     | —     | —     | —        | —        | —          | —          | 2        | 0        |
| Standard Liège    | Összesen       | 2     | 0     | —     | —     | —        | —        | —          | —          | 2        | 0        |
| Újpest            | 2013–14        | 4     | 1     | 2     | 0     | 3        | 0        | —          | —          | 9        | 1        |
| Újpest            | 2014–15        | 23    | 2     | 7     | 1     | 7        | 0        | —          | —          | 37       | 3        |
| Újpest            | Összesen       | 27    | 3     | 9     | 1     | 10       | 0        | —          | —          | 46       | 4        |
| Charlton Athletic | 2013–14        | 1     | 0     | —     | —     | —        | —        | —          | —          | 1        | 0        |
| Charlton Athletic | Összesen       | 1     | 0     | —     | —     | —        | —        | —          | —          | 1        | 0        |
| Fehérvár          | 2015–16        | 26    | 6     | 3     | 0     | —        | —        | —          | —          | 29       | 6        |
| Fehérvár          | 2016–17        | 32    | 2     | 3     | 0     | —        | —        | 5          | 0          | 40       | 2        |
| Fehérvár          | 2017–18        | 31    | 6     | 3     | 0     | —        | —        | 8          | 0          | 42       | 6        |
| Fehérvár          | 2018–19        | 33    | 5     | 10    | 1     | —        | —        | 14         | 3          | 57       | 9        |
| Fehérvár          | 2019–20        | 26    | 3     | 7     | 0     | —        | —        | 4          | 3          | 37       | 6        |
| Fehérvár          | 2020–21        | 28    | 6     | 5     | 0     | —        | —        | 4          | 0          | 37       | 6        |
| Fehérvár          | 2021–22        | 30    | 2     | 4     | 1     | —        | —        | 2          | 0          | 36       | 3        |
| Fehérvár          | 2022–23        | 26    | 1     | 2     | 0     | —        | —        | 6          | 0          | 34       | 1        |
| Fehérvár          | Összesen       | 232   | 31    | 37    | 2     | —        | —        | 43         | 6          | 312      | 39       |
| Le Havre          | 2023–24        | 28    | 0     | 3     | 0     | —        | —        | —          | —          | 31       | 0        |
| Le Havre          | 2024–25        | 31    | 0     | 1     | 0     | —        | —        | —          | —          | 32       | 0        |
| Le Havre          | 2025–26        | 0     | 0     | 0     | 0     | —        | —        | —          | —          | 0        | 0        |
| Le Havre          | Összesen       | 59    | 0     | 4     | 0     | —        | —        | —          | —          | 63       | 0        |
| Teljes karrier    | Teljes karrier | 334   | 34    | 55    | 5     | 10       | 0        | 43         | 6          | 442      | 45       |

1. ↑  Magában foglalja a francia, illetve a magyar kupában való pályára lépéseit.
2. ↑  Magában foglalja a magyar ligakupában való pályára lépéseit.
3. ↑  Magában foglalja az UEFA-bajnokok ligájában, az Európa-ligában, illetve a UEFA Konferencia Ligában való pályára lépéseit.

### A válogatottban
Utolsó elszámolt mérkőzés dátuma: 2025. június 10.
| Nemzet       | Év       | Mérk. | Gólok |
| ------------ | -------- | ----- | ----- |
| Magyarország |          |       |       |
| 2020         | 6        | 1     |       |
| 2021         | 12       | 1     |       |
| 2022         | 8        | 0     |       |
| 2023         | 7        | 0     |       |
| 2024         | 6        | 0     |       |
| 2025         | 3        | 0     |       |
| Összesen     | Összesen | 42    | 2     |

### Mérkőzései a válogatottban
| Magyarország | Magyarország         | Magyarország                            | Magyarország   | Magyarország | Magyarország  | Magyarország    | Magyarország | Magyarország   |
| #            | Dátum                | Helyszín                                | Hazai          | Eredmény     | Vendég        | Kiírás          | Gólok        | Esemény        |
| ------------ | -------------------- | --------------------------------------- | -------------- | ------------ | ------------- | --------------- | ------------ | -------------- |
| 1.           | 2020. október 8.     | Szófia, Vaszil Levszki Nemzeti Stadion  | Bulgária       | 1 – 3        | Magyarország  | Eb-selejtező    | -            | 70'            |
| 2.           | 2020. október 11.    | Belgrád, Rajko Mitić Stadion            | Szerbia        | 0 – 1        | Magyarország  | Nemzetek Ligája | -            | 76'            |
| 3.           | 2020. október 14.    | Moszkva, VTB Aréna                      | Oroszország    | 0 – 0        | Magyarország  | Nemzetek Ligája | -            |                |
| 4.           | 2020. november 12.   | Budapest, Puskás Aréna                  | Magyarország   | 2 – 1        | Izland        | Eb-selejtező    | 1            | 84' 88'        |
| 5.           | 2020. november 15.   | Budapest, Puskás Aréna                  | Magyarország   | 1 – 1        | Szerbia       | Nemzetek Ligája | -            | 58'            |
| 6.           | 2020. november 18.   | Budapest, Puskás Aréna                  | Magyarország   | 2 – 0        | Törökország   | Nemzetek Ligája | -            | 89'            |
| 7.           | 2021. március 25.    | Budapest, Puskás Aréna                  | Magyarország   | 3 – 3        | Lengyelország | vb-selejtező    | -            | 66'            |
| 8.           | 2021. március 28.    | Serravalle, Stadio Olimpico             | San Marino     | 0 – 3        | Magyarország  | vb-selejtező    | -            | a szünetben    |
| 9.           | 2021. március 31.    | Andorra la Vella, Estadi Nacional       | Andorra        | 1 – 4        | Magyarország  | vb-selejtező    | 1            | 83' 90'        |
| 10.          | 2021. június 4.      | Budapest, Szusza Ferenc Stadion         | Magyarország   | 1 – 0        | Ciprus        | barátságos      | -            | 48'            |
| 11.          | 2021. június 8.      | Budapest, Szusza Ferenc Stadion         | Magyarország   | 0 – 0        | Írország      | barátságos      | -            | 63'            |
| 12.          | 2021. június 15.     | Budapest, Puskás Aréna                  | Magyarország   | 0 – 3        | Portugália    | Eb-csoportkör   | -            | 65' 80'        |
| 13.          | 2021. június 19.     | Budapest, Puskás Aréna                  | Magyarország   | 1 – 1        | Franciaország | Eb-csoportkör   | -            |                |
| 14.          | 2021. június 23.     | München, Allianz Arena                  | Németország    | 2 – 2        | Magyarország  | Eb-csoportkör   | -            |                |
| 15.          | 2021. október 9.     | Budapest, Puskás Aréna                  | Magyarország   | 0 – 1        | Albánia       | vb-selejtező    | -            | 83'            |
| 16.          | 2021. október 12.    | London, Wembley Stadion                 | Anglia         | 1 – 1        | Magyarország  | vb-selejtező    | -            | 90+2'          |
| 17.          | 2021. november 12.   | Budapest, Puskás Aréna                  | Magyarország   | 4 – 0        | San Marino    | vb-selejtező    | -            |                |
| 18.          | 2021. november 15.   | Varsó, Nemzeti Stadion                  | Lengyelország  | 1 – 2        | Magyarország  | vb-selejtező    | -            |                |
| 19.          | 2022. március 24.    | Budapest, Puskás Aréna                  | Magyarország   | 0 – 1        | Szerbia       | barátságos      | -            | 59'            |
| 20.          | 2022. március 29.    | Belfast, Windsor Park                   | Észak-Írország | 0 – 1        | Magyarország  | barátságos      | -            | 82'            |
| 21.          | 2022. június 4.      | Budapest, Puskás Aréna                  | Magyarország   | 1 – 0        | Anglia        | Nemzetek Ligája | -            |                |
| 22.          | 2022. június 7.      | Cesena, Dino Manuzzi Stadion            | Olaszország    | 2 – 1        | Magyarország  | Nemzetek Ligája | -            | 58'            |
| 23.          | 2022. június 11.     | Budapest, Puskás Aréna                  | Magyarország   | 1 – 1        | Németország   | Nemzetek Ligája | -            | 69'            |
| 24.          | 2022. június 14.     | Wolverhampton, Molineux Stadion         | Anglia         | 0 – 4        | Magyarország  | Nemzetek Ligája | -            | 78'            |
| 25.          | 2022. szeptember 23. | Lipcse, Red Bull Arena                  | Németország    | 0 – 1        | Magyarország  | Nemzetek Ligája | -            | 85'            |
| 26.          | 2022. szeptember 26. | Budapest, Puskás Aréna                  | Magyarország   | 0 – 2        | Olaszország   | Nemzetek Ligája | -            | 75'            |
| 27.          | 2023. március 27.    | Budapest, Puskás Aréna                  | Magyarország   | 3 – 0        | Bulgária      | Eb-selejtező    | -            | 86'            |
| 28.          | 2023. szeptember 7.  | Belgrád, Rajko Mitić Stadion            | Szerbia        | 1 – 2        | Magyarország  | Eb-selejtező    | -            |                |
| 29.          | 2023. szeptember 10. | Budapest, Puskás Aréna                  | Magyarország   | 1 – 1        | Csehország    | barátságos      | -            | 84'            |
| 30.          | 2023. október 14.    | Budapest, Puskás Aréna                  | Magyarország   | 2 – 1        | Szerbia       | Eb-selejtező    | -            | 62'            |
| 31.          | 2023. október 17.    | Kaunas, S. Darius és S. Girėnas Stadion | Litvánia       | 2 – 2        | Magyarország  | Eb-selejtező    | -            | 62'            |
| 32.          | 2023. november 16.   | Szófia, Vaszil Levszki Nemzeti Stadion  | Bulgária       | 2 – 2        | Magyarország  | Eb-selejtező    | -            | 81'            |
| 33.          | 2023. november 19.   | Budapest, Puskás Aréna                  | Magyarország   | 3 – 1        | Montenegró    | Eb-selejtező    | -            | a szünetben    |
| 34.          | 2024. március 22.    | Budapest, Puskás Aréna                  | Magyarország   | 1 – 0        | Törökország   | barátságos      | -            | a szünetben    |
| 35.          | 2024. március 26.    | Budapest, Puskás Aréna                  | Magyarország   | 2 – 0        | Koszovó       | barátságos      | -            | 68'            |
| 36.          | 2024. június 4.      | Dublin, Aviva Stadion                   | Írország       | 2 – 1        | Magyarország  | barátságos      | -            | a szünetben    |
| 37.          | 2024. szeptember 7.  | Düsseldorf, Merkur Spiel-Arena          | Németország    | 5 – 0        | Magyarország  | Nemzetek Ligája | -            | 9' a szünetben |
| 38.          | 2024. november 16.   | Johan Cruijff Arena, Amszterdam         | Hollandia      | 4 – 0        | Magyarország  | Nemzetek Ligája | -            | 74'            |
| 39.          | 2024. november 19.   | Budapest, Puskás Aréna                  | Magyarország   | 1 – 1        | Németország   | Nemzetek Ligája | -            | 65'            |
| 40.          | 2025. március 23.    | Budapest, Puskás Aréna                  | Magyarország   | 0 – 3        | Törökország   | Nemzetek Ligája | -            | a szünetben    |
| 41.          | 2025. június 6.      | Budapest, Puskás Aréna                  | Magyarország   | 0 – 2        | Svédország    | barátságos      | -            | 78'            |
| 42.          | 2025. június 10.     | Baku, Dalğa Arena                       | Azerbajdzsán   | 1 – 2        | Magyarország  | barátságos      | -            | 72'            |
|              | Összesen             |                                         |                | 42           | mérkőzés      |                 | 2            | gól            |

## Sikerei, díjai
Újpest
- Magyar kupa (1): 2013–14

 Fehérvár
- Magyar bajnok (1): 2017–18
- Magyar kupa (1) : 2018–19